# Junta de Fe

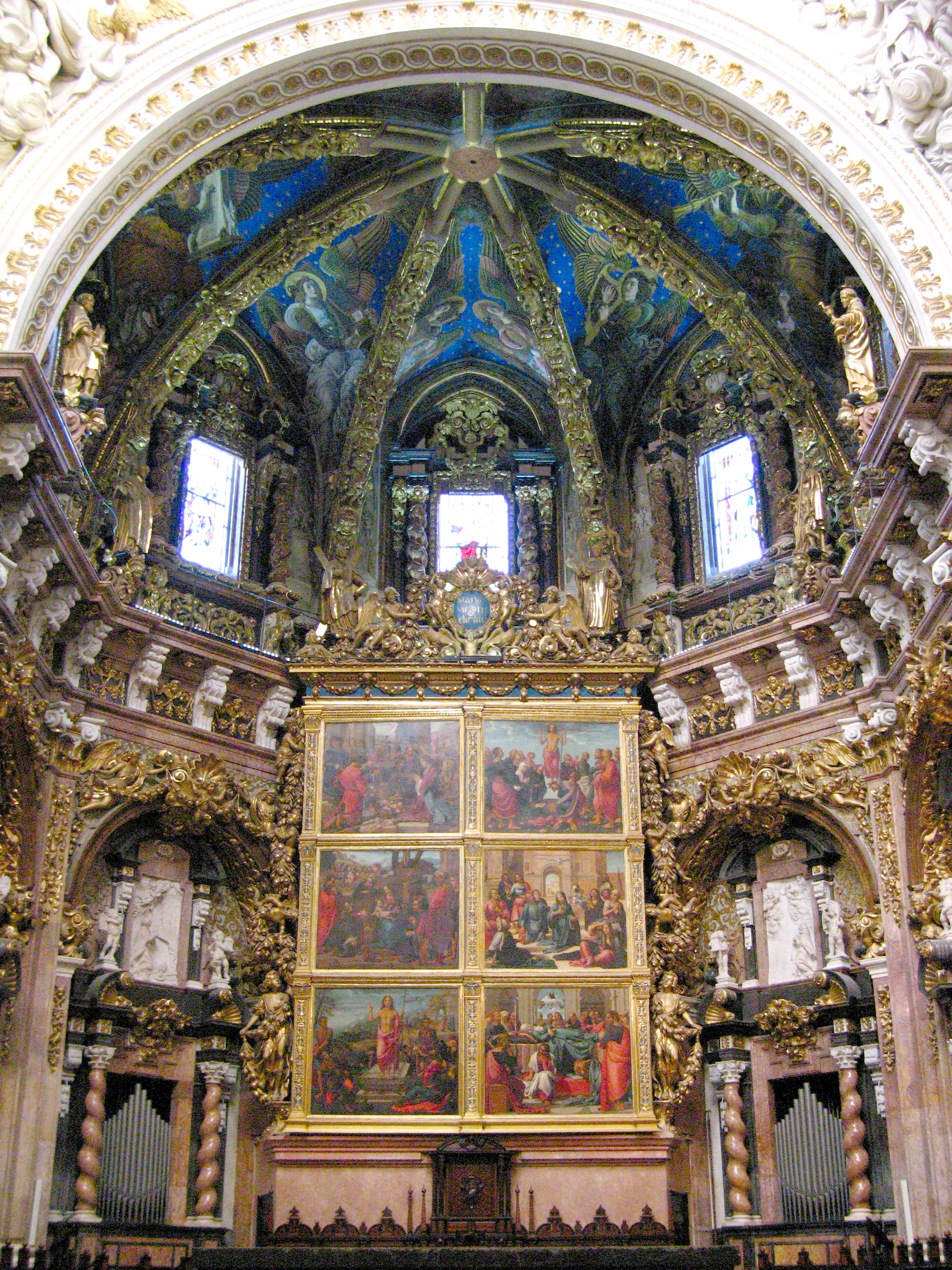
Altar Mayor de la catedral de Valencia, donde se fundó por iniciativa del canónigo José María Despujol la primera Junta de Fe

La Junta de Fe, también llamada en ocasiones Tribunal de la Fe, fue un tribunal eclesiástico católico diocesano creado por algunos obispos españoles durante la segunda restauración absolutista en España (1823-1833) con el propósito de sustituir a la Inquisición española que no fue restablecida por el rey Fernando VII tras la recuperación de sus poderes absolutos en 1823 –gracias a la intervención del ejército francés de los Cien Mil Hijos de San Luis y que puso fin al Trienio Liberal (1820-1823), durante el que estuvo vigente la Constitución de 1812–. Las Juntas de Fe pudieron funcionar gracias a la complicidad de las autoridades civiles locales pues no tenían ningún respaldo legal e intentaron asemejarse en lo posible a la Inquisición. La primera Junta de Fe y la más activa fue la de la diócesis de Valencia, que se haría célebre en Europa por haber condenado a muerte a Cayetano Ripoll, el último ejecutado en España por el delito de herejía.

## Historia
Las Juntas de Fe diocesanas surgieron en 1824 por iniciativa de algunos canónigos y obispos para que ejercieran los cometidos asignados a la Inquisición española que no había sido restablecida por Fernando VII. Según Emilio La Parra y María Ángeles Casado, «sus promotores –varios de ellos habían estado en el exilio durante la vigencia del sistema constitucional– actuaron movidos por un concepto sumamente intolerante del catolicismo, convencidos de la perentoria necesidad de controlar las conciencias y evitar las manifestaciones de irreligión y de cualquier apariencia de heterodoxia en lo religioso o en lo político». Sus objetivos eran «la defensa del altar y del trono, el mantenimiento de la unidad religiosa del país y la salvaguarda de los valores tradicionales».

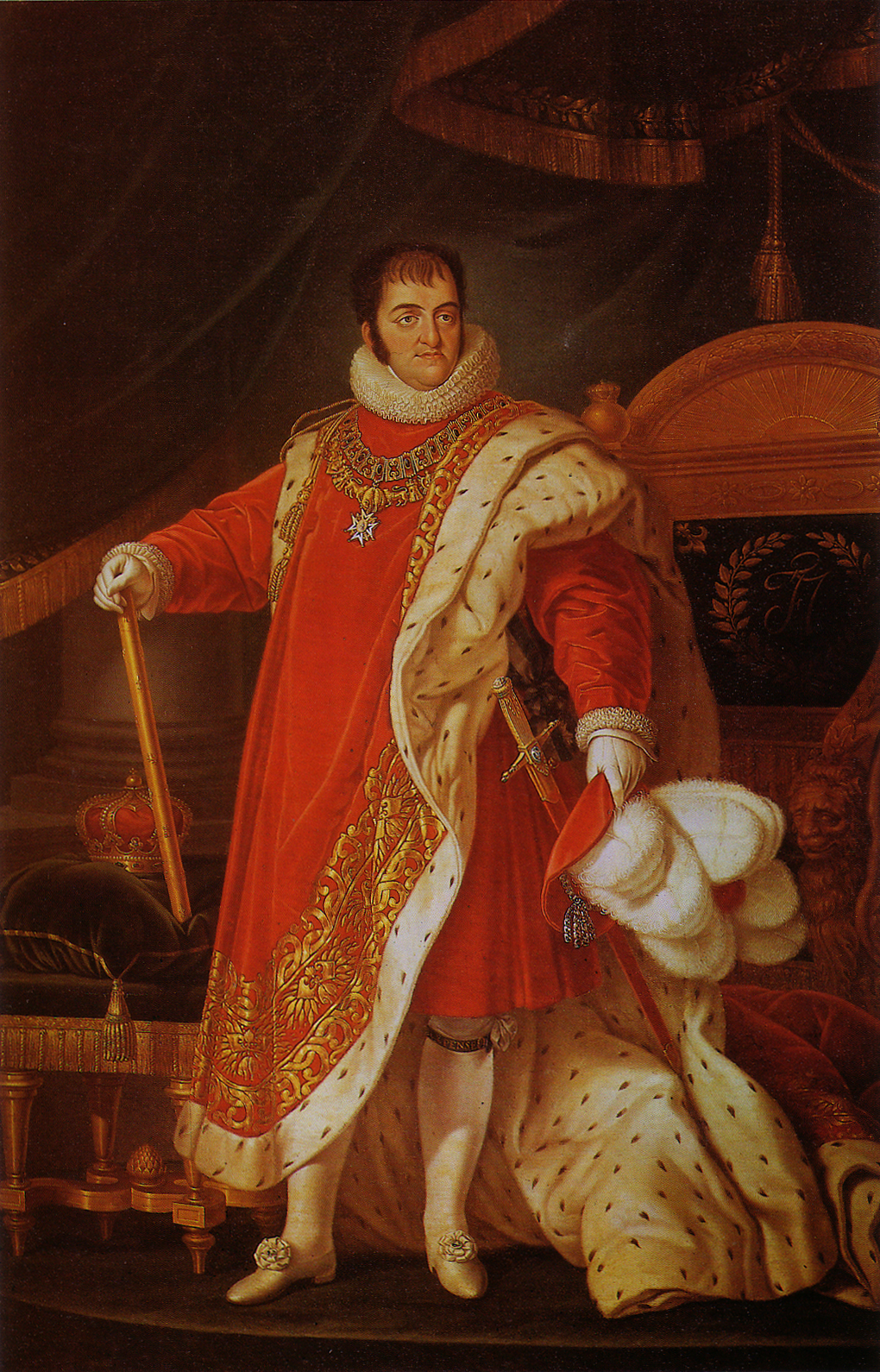
El rey Fernando VII vestido como Gran Maestre de la Orden del Toisón de Oro, por Luis de la Cruz y Ríos.

El antecedente inmediato de las juntas se encuentra en las actuaciones de control de las publicaciones llevadas a cabo por algunos eclesiásticos a partir de la entrada de los Cien Mil Hijos de San Luis en España en abril de 1823. Fue el caso del canónigo Pere Avellà que gobernó la diócesis de Barcelona mientras careció de obispo y que según algunos testimonios organizó «su inquisición» por lo que sería denunciado al rey por los militares franceses acantonados en la ciudad.
La primera Junta de Fe fue creada en Valencia en el verano de 1824 por iniciativa del canónigo de la catedral de Valencia José María Despujol, que entonces gobernaba la archidiócesis al ser sede vacante tras haber muerto su titular Arias Teixeiro y no haber sido nombrado su sustituto. Despujol había sido un duro inquisidor y formaba parte de algunas de las sociedades secretas apostólicas valencianas. Su iniciativa fue apoyada por el nuncio Giacomo Giustiniani y por el nuevo arzobispo de Valencia Simón López García, quien publicó una pastoral el 16 de octubre de 1825 en la que manifestó su deseo de que sustituyera a la extinta Inquisición:

Los Obispos pueden y deben conocer en todas las causas de fe, aun por lo tocante al fuero exterior, como jueces natos, y depositarios de la fe… cuyas funciones desempeñaba la Inquisición con gran gloria suya y ventajas del Estado

Gracias al apoyo que le brindaron el Capitán General y el corregidor de Valencia, la Junta de Fe desplegó una intensa actividad, como le comunicó el arzobispo Simón López al nuncio Giustiniani en una carta fechada el 19 de abril de 1825:

[La Junta de Fe de Valencia había intervenido en] "causas sin número substanciadas y decididas según la marcha que marcan las leyes civiles y eclesiásticas, que siguió constantemente el Tribunal encargado antes de este cuidado [la Inquisición]: espontaneaciones [autoinculpaciones], corrección, penitencias saludables, retractaciones, devueltos mil arrepentidos al seno de la Iglesia y reconciliación con la Santa Madre.

Víctimas del tribunal valenciano fueron el librero liberal Mariano Cabrerizo, acusado entre otras cosas de haber vendido y ocultado «libros prohibidos» y de «ser enemigo de los frailes», y el maestro liberal Cayetano Ripoll, cuyo proceso y ejecución el 31 de julio de 1826 causó un gran escándalo en toda Europa, aunque en España quedó casi oculto debido a la censura de prensa. Fue el último condenado en España por el llamado delito de herejía (el último relajado por la Inquisición había sido una mujer, María de los Dolores López, estrangulada a garrote vil y quemado después su cadáver en la hoguera en 1781 en Sevilla).
Siguiendo el ejemplo de Valencia, se crearon Juntas de Fe en otras dos diócesis. En la de Tarragona el arzobispo Jaime Creus –que fue diputado "servil" en las Cortes de Cádiz, destacando por su defensa de la Inquisición, como el arzobispo de Valencia Simón López, y que también fue miembro de la regencia de Urgel durante el Trienio Liberal– la fundó mediante un edicto publicado en el Diario de Barcelona el 16 de abril de 1825. Le siguió el obispo de Orihuela, que implantó su Junta de Fe «para entender y conocer en todos los negocios que conocía el de la Inquisición», según un informe de la policía remitido al gobierno.
El 25 de mayo de 1825 el embajador francés Boislecomte le escribía a su gobierno:

El gobierno, que no quería pronuciarse respecto del retorno de la Inquisición, dejó hacer; así se formaron en España una veintena de tribunales: el gobierno no puso dificultad alguna a las sentencias de diversos de ellos, particularmente los de Valencia y Orihuela, presentaban a su sanción.

El Gobierno finalmente reaccionó y ordenó el 30 de agosto el «cese en sus funciones» de las Juntas de Fe de Tarragona y de Orihuela porque carecían de la aprobación del rey, advirtiendo a los dos prelados que se mantuvieran «dentro de los límites señalados por los sagrados cánones que S.M. como Protector de la Iglesia quiere no se traspasen y por las leyes que como Soberano debe hacer se ejecuten, sin permitir en sus dominios novedades y singularidades que podrían alterar la tranquilidad de sus vasallos».

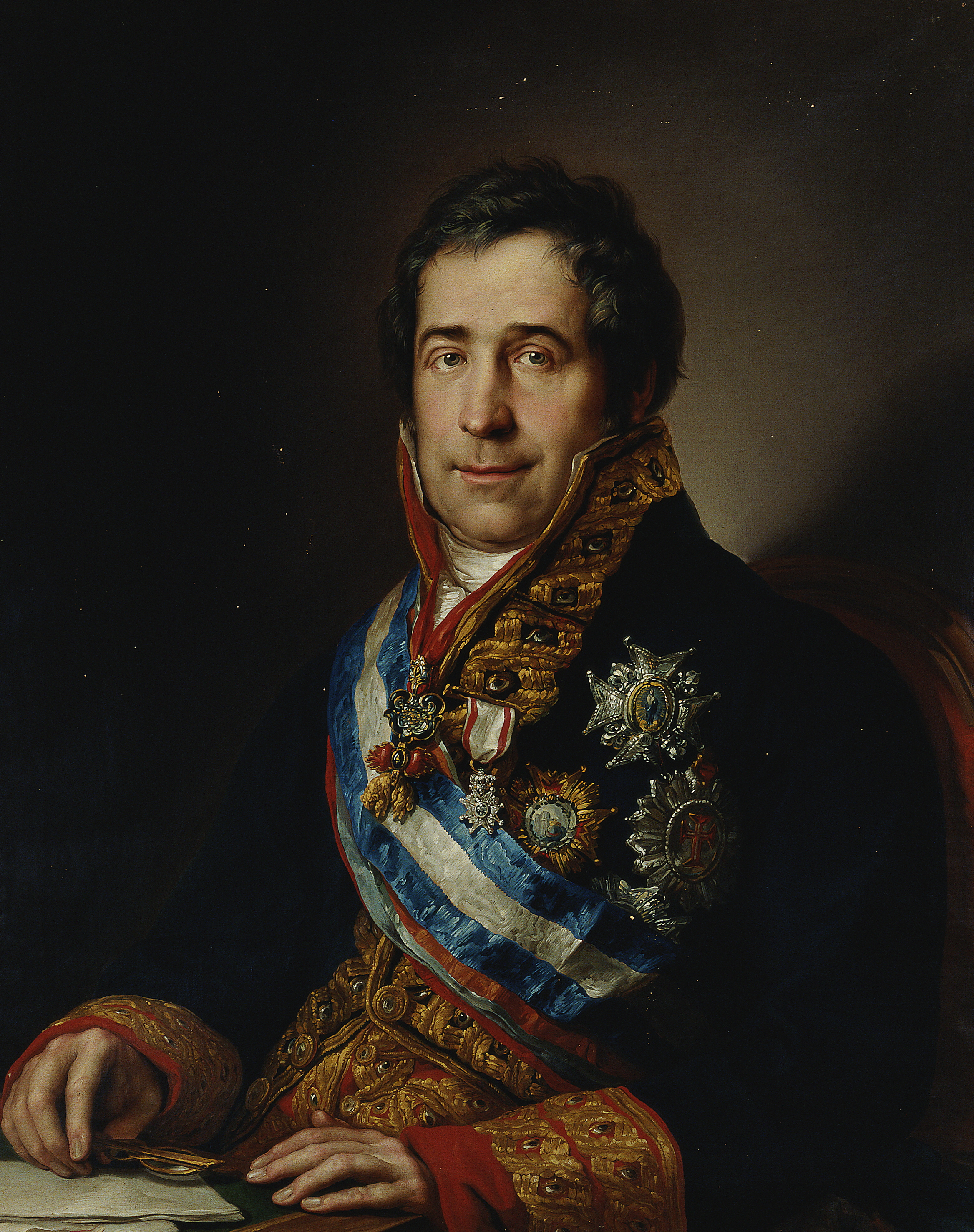
Retrato de Francisco Tadeo Calomarde, por Luis de la Cruz y Ríos (copia de Vicente López), Secretario de Estado de Gracia y Justicia que toleró la existencia de la Junta de Fe de Valencia

Sin embargo el tribunal de la Fe de Valencia, incluso después del escándalo provocado en Europa por la ejecución de Cayetano Ripoll, mantuvo su actividad –«el ministro de Gracia y Justicia Tadeo Calomarde continuó sin darse por enterado de su existencia», señalan La Parra y Casado– y, por otro lado, el nuncio Giacomo Giustiniani siguió con su proyecto de, sobre la base de las Juntas de Fe, establecer un organismo –denominado Junta Superior de Fe– parecido a la Inquisición, aunque «sin usar de nombres que susciten prejuicios ni aterrorizar», destinado a «preservar intacto el depósito de la Fe Católica y a inquirir contra todos los que atenten contra ella». Aunque el organismo no llegó a crearse, los obispos continuaron ejerciendo la censura de escritos y emitiendo sentencias por causas de fe, que podían ser recurridas al tribunal de la Rota de la nunciatura apostólica de Madrid, lo que fue refrendado por el rey mediante una ley del 6 de febrero de 1830.

## Abolición
Las Juntas diocesanas no fueron legalmente abolidas hasta el 1 de julio de 1835, durante la Regencia de María Cristina de Borbón, porque «eran otros tantos tribunales inquisitoriales, encargados de conocer de todo delito de que antes conocía la extinguida Inquisición, de castigarlo con penas espirituales y aun corporales, y de guardar en su ministerio el más inviolable sigilo».